# ファン・デル・ヘイデン
ファン・デル・ヘイデン（蘭:Van der Heyden, Wilhelmus Hubertus 1844年 - 1894年）は、1873年にお雇い外国人として来日し、横浜、新潟、神戸で医師活動、医学教師をしていたオランダ人医師である。日本薬局方の制定にユリウス・スクリバとともに委員として参加した。新潟病院に勤務していた当時、ヘイデンの生理学の授業を弟子の小石第二郎が翻訳し、「新潟病院講筵日記(生理篇)」として出版された。また、ドイツの神父ヨハン・マルティン・シュライヤーによって発明された人工言語ヴォラピュクを日本で唯一初めて紹介した文法書「世界語文典和訳」と辞典「[和訳世界語辞林]」を翻訳出版した。1894年、病気療養のためフランスにわたり、その後故郷で亡くなった。